# 丹尼斯·贝尔
丹尼斯·R·贝尔（英語：Dennis R. Bell，1951年6月2日—），美国NBA联盟前职业篮球运动员。他在1973年的NBA选秀中第5轮第14顺位被纽约尼克斯选中。